# Dushu (köpinghuvudort i Kina, Henan Sheng, lat 33,33, long 113,16)
Dushu är en köpinghuvudort i Kina. Den ligger i provinsen Henan, i den centrala delen av landet, omkring 170 kilometer söder om provinshuvudstaden Zhengzhou. Antalet invånare är 72 314. Befolkningen består av 35 188 kvinnor och 37 126 män. Barn under 15 år utgör 25,0 %, vuxna 15-64 år 65 %, och äldre över 65 år 9,0 %.
Runt Dushu är det tätbefolkat, med 343 invånare per kvadratkilometer. Det finns inga andra samhällen i närheten. Trakten runt Dushu består till största delen av jordbruksmark.
Genomsnittlig årsnederbörd är 917 millimeter. Den regnigaste månaden är augusti, med i genomsnitt 161 mm nederbörd, och den torraste är januari, med 7 mm nederbörd.